# Ураба
Ураба́ (исп. Urabá) — залив Карибского моря у северо-западного берега Южной Америки, является южной частью Дарьенского залива. Залив расположен рядом с соединением континента с Панамским перешейком, омывает берега Колумбии.
Залив Ураба имеет узкую вытянутую форму, его длина составляет 87 км, глубина — 25-54 м. В южную часть залива впадает река Атрато, недалеко от места впадения находится порт Турбо.
Первым из европейцев залив исследовал Родриго де Бастидас в 1501 году.

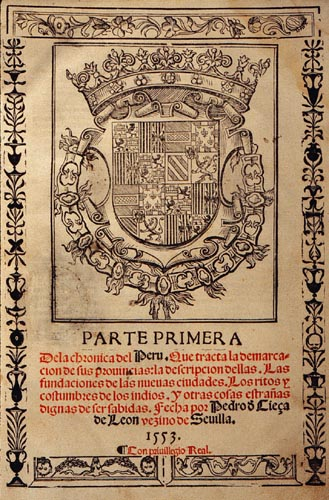
Первая часть книги «Хроника Перу», (1553).

В 1553 году в книге «Хроника Перу» Сьеса де Леона приведены детальные сведения о заливе Ураба:

В году 1509 губернаторами материка были Алонсо де Охеда, и Никуэса, и в провинции Дарьен был основан город, названный по имени Девы Марии (нашей Госпожи) из Антигуа, где, как утверждают некоторые старые испанцы, находились лучшие капитаны, имевшиеся в этих Индиях. И несмотря на то, что провинция Картахена была открыта, они её не заселили, и только и делали христиане-испанцы что торговали с индейцами, у которых путём обмена товаров и торговли, собрали значительное количество золота, как превосходного качества, так и низкопробного.
И в большое селение Таруако, расположенное от Картахены (издавна он назывался Каламар) в четырёх лигах, вступил губернатор Охеда, и завязал с индейцами упорное сражение, во время которого было убито много христиан, и среди них капитан Хуан де ла Коса, человек отважный и очень решительный. И он [Охеда], не будучи убитым руками тех же индейцев, согласился вернуться на корабли. И после этого, губернатор Охеда основал поселение христиан в месте, называемом Ураба, где поставил своим капитаном и представителем Франсиско Писарро, ставшего потом губернатором и маркизом. В этом городе или городке Ураба многое испытал капитан Франсиско Писарро с индейцами Ураба, и голод, и болезни, что навсегда пребудет во славу его. Те индейцы (по их мнению) не были местными жителями того района (комарки), так как прежде их старой родиной была земля около большой реки Дарьен. Желая выйти из подчинения и власти, установленной над ними испанцами, освободившись от закрепощения людьми, что так плохо с ними обращались, они ушли из своей провинции со своим оружием, уводя с собой своих сыновей и жен. Те, что прибыли к задней части так называемой Ураба, встретились с местными индейцами таким образом, что с превеликой жестокостью поубивали всех, награбили их пожитки, и остались хозяевами их полей и имущества… Прошло время после того как губернатор Педрариас отрубив голову своему зятю аделантадо Васко Нуньесу де Бальбоа, а также капитану Франсиско Эрнандесу в Никарагуа и, убитый индейцами Сену капитан Бесерра с христианами, с ним пришедшими, и после других событий, когда пришёл губернатором провинции Картахена дон Педро де Эредиа, он послал капитана Алонсо де Эредиа, своего брата, со множеством испанцев, весьма благородных, чтобы заселить во второй раз Ураба, называя его городом Сант-Себастьян де Буэнависта.
— Педро де Сьеса де Леон. Хроника Перу. Часть Первая. Глава VI..
В качестве альтернативы строительству последнего незаконченного участка Панамериканского шоссе через Дарьенский пробел по заливу Ураба было предложено организовать паромное сообщение.